# نيكول مايرز
نيكول مايرز (بالإنجليزية: Nicole Myers)‏ هي لاعبة كرة لينة أمريكية، ولدت في 31 يوليو 1980.